# Petersburg (Pennsilvània)
Petersburg és una població dels Estats Units a l'estat de Pennsilvània. Segons el cens del 2000 tenia 455 habitants.

## Demografia
Segons el cens del 2000, Petersburg tenia 455 habitants, 177 habitatges, i 132 famílies. La densitat de població era de 462,3 habitants/km².
Dels 177 habitatges en un 31,6% hi vivien nens de menys de 18 anys, en un 57,6% hi vivien parelles casades, en un 11,9% dones solteres, i en un 25,4% no eren unitats familiars. En el 18,6% dels habitatges hi vivien persones soles el 7,9% de les quals corresponia a persones de 65 anys o més que vivien soles. El nombre mitjà de persones vivint en cada habitatge era de 2,57 i el nombre mitjà de persones que vivien en cada família era de 2,91.
Per edats la població es repartia de la següent manera: un 24,2% tenia menys de 18 anys, un 9,2% entre 18 i 24, un 32,3% entre 25 i 44, un 21,1% de 45 a 60 i un 13,2% 65 anys o més.
L'edat mediana era de 35 anys. Per cada 100 dones de 18 o més anys hi havia 89,6 homes.
La renda mediana per habitatge era de 34.013 $ i la renda mediana per família de 35.417 $. Els homes tenien una renda mediana de 29.375 $ mentre que les dones 17.292 $. La renda per capita de la població era de 16.141 $. Entorn del 3,7% de les famílies i el 6,3% de la població estaven per davall del llindar de pobresa.

## Poblacions més properes
El següent diagrama mostra les poblacions més properes.